# جاله إينان
جاله إينان (بالتركية: Jale İnan)‏ ولدت الأستاذة الدكتورة جاله إينان في شهر فبراير لعام 1914، وتُوفيت في السابع والعشرين من فبراير 2001، هي عالمة آثار تركية.
إن جاله إينان هي أول عالمة أثار في تركيا، وقد سعت لإشعاع نور يومي للمدن الأثرية كسيدا وبيرجه ببرنامجها التنقيبي الذي استمر لسنوات طويلة، وقد أسست متاحف سيدا وأنطاليا لعرض الآثار المُستخرجة.
واُنقذت حفر متنوعة ضد تهريب الآثار التاريخية خارج نطاق الحفر المُبرمجة.
جاله إينان هي ابنة عزيز اُوجان وهو من أول علماء الآثار في تركيا، وزوجة مصطفى إينان وهو واحد من أوائل العلماء في عصره.

## حياتها
وُلدت في إسطنبول عام1914، والدها عزيز اُوجان عالم أثري ووالدتها السيدة ميدتوره.
أتمت جالى دراستها الثانوية في مدرسة أرنكوي الثانوية بنات.تعرّف والدها بعلم الآئار (القديمة)وهو شابا ملتحقًا بالجولات النقبية.
ذهبت جاله إلى ألمانيا لدراسة علم الآثار من خلال منحة Aleksander Von Humbold Vakfıفي عام 1934.
وبعد عام حصلت على منحة الدولة لجمهورية تركيا.
وأنهت دراسة الليسانس والدكتوراه في مجال علم الآثار القديم في جامعتى برلين ومونيخ من عام1935:1943. ثم عادت إلى تركيامع الأستاذ الدكتور/رودانوالت Rodenwaltحاملةً رسالة الدكتوراه بأسم Kunstgeschichtiche Untersuchung der Opferhandlung auf römischen Müzen.
وعُينت جاله إينان كمُعيدة للأستاذ الدكتور/Clemens Emn Boschفي برنامج العصر القديم في كلية الأداب جامعة إسطنبول وتزوجت من مصطفى إينان الذي تعرفت عليه في المرحلة الثانوية، وفي السنة التالية أنجبت طفلهما حسين.
والتحقت بأعمال إنشاء كورس علم الآثار الكلاسيكيه في جامعة إسطنبول وذك في عام1946، وأصبحت أول مُعيدة لهذا الكورس وبدأت بمساعدة الأستاذ الدكتور عارف مفيد مانسال.
بدأت جالى مع عارف مفيد مانسال بحفر سيدا المدينة الأثرية في أنطاليا بأسم مؤسسة تركية تاريخية وبيرج في العام التالي.
في عام 1953أصبحت مُعيدة وأستاذة في 1963.
وترأست عقب مانسال حفريات سيدا من 1974-1980وبيرج من 1975-1987.
وبذلت جهدها أثناء حفرياتها من أجل تحويل حمام سيدا الرومانى لمتحف سيدا.
أصبحت في 1975وزيرة دورة الآثار الكلاسيكية وداومت على هذه الوظيفة حتى أن تقاعدت.
حققت جالى إينان خارج حفريات سيدا وبيرجى حفريات نجاة كريمنا في المدن الأثرية (بوجاك، بوردور) مابين أعوام1970:1972وكذلك حفريات Pampfilya Seleukeiasıفي أنطاليا ومانافجات من 1972:1979.
قدمت العصور القديمة أعمالا هامة في فن النحت.وأصبحت الكتب التي نشرتها الأناضول الرومانيين والبيزنطيين الأوائل في فن التصوير واحدة من أهم الأعمال المرجعية في هذا الموضوع.
وسعت في 1991لإصلاح وتنقيب معبد ابولو Apollon في سيدا، حيث حققت حفريات مسرح بيرج في 1992/1993.
وكانت عضو شرف في اكاديمية العلوم التركية في عام 1995.
قضت جالى إينان سنواتها الأخيرة مكافحة مع مرض باركينسون Parkinson، وتُوفيت في 2001ودُفنت في قبر Zincirlikuyu.

## تمثال هرقل المتعب
في عام 1980 وجدت جالى إينان مع فريقها في بيرج تمثال لهرقل بدون الجزء العلوي من خصره، وعلمت أن الجزء المفقود منه في الولايات المتحدة الأمريكية من خلال الخبرالتي نشرته الصحفية أوزجان آجار في عام 1990.
وعرض جامع من المعالم التاريخية الجزء العلوي من التمثال في أنطاليا، والذي اشتراه متحف الفنون الجميلة في بوسطن مع شيلبي وايت وليون ليفي وكان يُقال في سنوات 1970 أنه هُرّب من تركيا.وقد أثبتت جالى إينان أن قطعة منه في متحف أنطاليا والقطعة الأخرى في متحف الفنون الجميلة في بوسطن.
الجزء العلوي من تمثال هرقُل الذي اُخورخ للقرن الثاني بعد الميلاد وأُحضر التمثال إلى تركيا في 2011.

## قائمة المنشورات
1. أعمال ترميم معبد أبولو في سيدا في عام 1986، اجتماع نتائج الحفر السادس 1988.
2. أعمال حفر بيرج لعام 1987، نتائج اجتماع الحفر 1989.
3. أعمال ترميم معبد أبولو في سيدا عام 1987، ونتائج اجتماع الحفر 1989.
4. ناماسيس Nemesis هو أول نوع صُودف في بيرج، المؤتمر التاريخى التركي 1999.
5. "Neue Forschungen zum Sebasteion von Bubon U. seinen Statuen" Akten des XI. Internationalen Lykien Symposium، فيينا 1989.
6. تمثال Discobol Naukydes موجود في بيرجه، الحثية والأناضول الأخرى ودراسات الشرق القريب في هونور سيدات الب 1992.